# Joey Estes
Joseph Lee Estes (Lancaster, California, 8 de octubre de 2001), más conocido como Joey Estes, es un jugador profesional estadounidense de béisbol que se desempeña en la posición de lanzador en Athletics, equipo de las Grandes Ligas de Béisbol (MLB).

## Carrera
En 2023, Estes hizo su debut en la MLB con el equipo Athletics, donde lleva jugando dos temporadas.